# Bilinguisme simultané
 (décembre 2020).
 (décembre 2020).
Le bilinguisme simultané est une forme de bilinguisme qui prend place lorsqu’un enfant devient bilingue en apprenant deux langues dès sa naissance. 
Selon Annick De Houwer, dans l’article The Handbook of Child Language, le bilinguisme simultané se retrouve chez les enfants à qui l'on s'adresse régulièrement dans deux langues distinctes avant l’âge de deux ans et qui continuent d’être exposés à ces deux même langues jusqu'au dernier stade de leur développement linguistique. Les deux langues sont donc acquises à titre de langues maternelles. Ceci est différent du bilinguisme séquentiel dans lequel la deuxième langues est apprise non comme une langue maternelle mais bien une deuxième langue, langue étrangère.

## L'acquisition bilingue
Tout d’abord, il faut préciser qu'« avec l'expression bilinguisme simultané, on indique la situation dans laquelle un enfant apprend deux langues simultanément dans les deux premières années de sa vie. Dans ce cas, les deux codes linguistiques sont appris de façon naturelle et directe dans le milieu familial. » (Calvetti, 1988) Un enfant monolingue passe par plusieurs étapes avant d’avoir acquis complètement une langue dont l’acquisition de sons faciles avant les sons difficiles, la surgénéralisation du sens des mots, l’accroissement avec l’âge de la longueur des énoncés, la simplification des structures syntaxiques en début d’acquisition et bien d’autre. Ce qui a été observé chez les enfants bilingues en mode simultané est que les deux langues seront apprises aussi rapidement qu’un enfant monolingue et que les étapes d’acquisition seront les mêmes. Selon Annick De Houwer dans l’article Le développement harmonieux ou non harmonieux du bilinguisme de l’enfant au sein de la famille, « aucune preuve ne vient soutenir la notion – car il s’agit bien d’une notion et non d’un fait avéré – selon laquelle l’acquisition linguistique des enfants vivant depuis la naissance dans un environnement bilingue serait plus lente que celle des enfants monolingues. » (De Houwer, 2006, p. 33).
Définitivement, un enfant d’âge préscolaire qui parle ou apprend deux langues sera nécessairement plus ouvert d’esprit puisqu’il est exposé à de différentes méthodes d’expressions dès le jeune âge. Ce qui semble le plus conflictuel au niveau des recherches est surtout sur le plan grammatical. Les enfants pourraient donc comprendre la langue mais au moment de l’écrire, ne réussiraient pas aussi bien dans les deux langues. « There are, however, conflicting reports as to whether bilingual children proceed at the same pace as monolingual children in acquiring the vocabulary and, particularly, the grammar of EACH of their languages. » (Hoff, Core, Place, Rumiche, Senor, and Parra, 2012, p. 3). Toutefois selon l’article de François Grosjean, Le bilinguisme : vivre avec deux langues, « ce n’est que chez l’enfant ayant atteint un bilinguisme stable que l’on peut étudier de manière directe les effets du bilinguisme (et non du devenir bilingue) sur sa production. Nous trouverons certes quelques interférences (surtout au niveau lexical et syntaxique) mais il est fort probable que celles-ci ne nuisent en rien à l'efficacité de la communication. » (Grosjean, 1984, p. 35). Un enfant qui jongle entre deux langues peut parfois refuser de parler l'une ou l’autre de ses langues ce qui serait classé de développement bilingue non harmonieux. Par exemple, cette situation pourrait se produire lorsqu’un enfant qui parle danois avec son parent dans la cour de son école francophone se fait mettre à part ou fait rire de lui par ses camarades francophones.